# غريغ أوستين
غريغ أوستين (بالإنجليزية: Greg Austin)‏ هو لاعب دوري الرغبي أسترالي، ولد في 14 يونيو 1963 في سيدني في أستراليا.